# Espérance sportive de Tunis (judo)
Cet article concerne la section judo de l'Espérance sportive de Tunis. Pour les autres sections, voir Espérance sportive de Tunis.
L'Espérance sportive de Tunis est un club tunisien de judo basé à Tunis.

## Histoire
Il est lancé par Ali Soumer quelques mois avant de partir au Japon pour un stage de trois ans et demi ; il est remplacé par Hédi Mhirsi assisté par Abdellatif Harakati.
Parmi les champions que l'Espérance sportive de Tunis a formé figurent Mohsen Mahjoub, Béchir Khiari, Hassen Ben Gamra et Skander Hachicha.
Plusieurs entraîneurs se succèdent à la tête du club après le départ de Mhirsi : Mahjoub, Mohamed Hachicha, Mohamed Hosni, Harakati, Abderrazak Turki, Khiari, Ben Gamra, Adel Guirat, Anis Lounifi et Kamel Jlassi.

## Palmarès
- Championnat de Tunisie de boxe (1)
- Coupe de Tunisie de boxe (1)

## Staff technique
| Fonction                                             | Nom          | Pays    |
| ---------------------------------------------------- | ------------ | ------- |
| Entraîneur des seniors et juniors (garçons)          |              |         |
| Entraîneur des seniors (filles)                      |              |         |
| Entraîneur des juniors et cadettes (filles)          | Mouldi Mejri | Tunisie |
| Entraîneur des minimes et écoles (garçons et filles) | Kamel Jlassi | Tunisie |

## Effectif
| Poids   | Nom               | Pays    |
| ------- | ----------------- | ------- |
| 60 kg   | Marouane Mejri    | Tunisie |
| 68 kg   | Nizar Mahjoub     | Tunisie |
| 81 kg   | Mohamed Bouguerra | Tunisie |
| 81 kg   | Mehrez Laâbidi    | Tunisie |
| 91 kg   | Mohamed Khlifi    | Tunisie |
| -100 kg | Chedly Ben Amor   | Tunisie |
| +100 kg | Anis Chedly       | Tunisie |